# Kvalifikace na Mistrovství světa ve fotbale 1990 (OFC)
Kvalifikace na Mistrovství světa ve fotbale 1990 zóny OFC určila účastníka mezikontinentální baráže proti celku ze zóny CONMEBOL.
Oceánské zóny se z politických důvodů zúčastnily také celky  Tchaj-wan a  Izrael. Posledně jmenovaný celek byl nasazen přímo do druhé fáze. V první fázi byla čtveřice týmů rozlosována do dvojic, ve kterých se utkala systémem doma a venku o postup do druhé fáze. V té trojice týmů utvořila jednu skupinu, v které se utkal každý s každým doma a venku. Vítěz skupiny následně postoupil do mezikontinentální baráže proti celku ze zóny CONMEBOL.

## První fáze
| 26. listopadu 1988 |       |           |                                                                            |
| Fidži              | 1 – 0 | Austrálie | Prince Charles Park, Nadi diváci: 6 000 rozhodčí: Gary Fleet (Nový Zéland) |
| Madigi 66'         |       |           | Prince Charles Park, Nadi diváci: 6 000 rozhodčí: Gary Fleet (Nový Zéland) |

| 3. prosince 1988                                        |       |           |                                                                                  |
| Austrálie                                               | 5 – 1 | Fidži     | Macquarie Field, Newcastle diváci: 5 220 rozhodčí: Kenneth Wallace (Nový Zéland) |
| Yankos 9', 69' (pen.) Spink 25' Arnold 84' Trimboli 87' |       | Dalai 89' | Macquarie Field, Newcastle diváci: 5 220 rozhodčí: Kenneth Wallace (Nový Zéland) |

Austrálie zvítězila celkovým skóre 5–2 a postoupila do druhé fáze.
| 11. prosince 1988 |       |                                                   |                                                                |
| Tchaj-wan         | 0 – 4 | Nový Zéland                                       | Newtown Park, Wellington rozhodčí: Chris Bambridge (Austrálie) |
|                   |       | Wright 36' McClellan 45' Barkley 57' Halligan 76' | Newtown Park, Wellington rozhodčí: Chris Bambridge (Austrálie) |

| 15. prosince 1988                |       |                |                                                                    |
| Nový Zéland                      | 4 – 1 | Tchaj-wan      | Western Springs Stadium, Wellington rozhodčí: G. Power (Austrálie) |
| Wright 12' McClennan 17' 42' 49' |       | Lund 56' (vl.) | Western Springs Stadium, Wellington rozhodčí: G. Power (Austrálie) |

Nový Zéland zvítězil celkovým skóre 8–1 a postoupil do druhé fáze.

## Druhá fáze
| Tým         | Z | V | R | P | VG | IG | +/- | B |
| ----------- | - | - | - | - | -- | -- | --- | - |
| Izrael      | 4 | 1 | 3 | 0 | 5  | 4  | +1  | 5 |
| Austrálie   | 4 | 1 | 2 | 1 | 6  | 5  | +1  | 4 |
| Nový Zéland | 4 | 1 | 1 | 2 | 5  | 7  | -2  | 3 |

Izrael postoupil do mezikontinentální baráže proti týmu ze zóny CONMEBOL.
| 5. března 1989 |       |             |                                                                                     |
| Izrael         | 1 – 0 | Nový Zéland | Ramat Gan Stadium, Tel-Aviv diváci: 44 500 rozhodčí: Serge Muhmenthaler (Švýcarsko) |
| Rosenthal 7'   |       |             | Ramat Gan Stadium, Tel-Aviv diváci: 44 500 rozhodčí: Serge Muhmenthaler (Švýcarsko) |

| 12. března 1989                      |       |             |                                                                                   |
| Austrálie                            | 4 – 1 | Nový Zéland | Sydney Football Stadium, Sydney diváci: 13 621 rozhodčí: Shizuo Takada (Japonsko) |
| Crino 15' Arnold 42', 55' Yankos 77' |       | Dunford 70' | Sydney Football Stadium, Sydney diváci: 13 621 rozhodčí: Shizuo Takada (Japonsko) |

| 19. března 1989  |       |            |                                                                                       |
| Izrael           | 1 – 1 | Austrálie  | Ramat Gan Stadium, Tel-Aviv diváci: 45 000 rozhodčí: Manfred Neuner (Západní Německo) |
| Ohana 67' (pen.) |       | Yankos 72' | Ramat Gan Stadium, Tel-Aviv diváci: 45 000 rozhodčí: Manfred Neuner (Západní Německo) |

| 2. dubna 1989          |       |           |                                                                                    |
| Nový Zéland            | 2 – 0 | Austrálie | Mount Smart Stadium, Auckland diváci: 3 340 rozhodčí: Maidin Bin Singah (Singapur) |
| Dunford 19' Wright 80' |       |           | Mount Smart Stadium, Auckland diváci: 3 340 rozhodčí: Maidin Bin Singah (Singapur) |

| 9. dubna 1989          |       |                           |                                                                                 |
| Nový Zéland            | 2 – 2 | Izrael                    | Mount Smart Stadium, Auckland diváci: 3 200 rozhodčí: Claude Bouillet (Francie) |
| Wright 19' Dunford 35' |       | Rosenthal 16' Klinger 37' | Mount Smart Stadium, Auckland diváci: 3 200 rozhodčí: Claude Bouillet (Francie) |

| 16. dubna 1989 |       |           |                                                                                |
| Austrálie      | 1 – 1 | Izrael    | Sydney Football Stadium, Sydney diváci: 40 320 rozhodčí: Carlo Longhi (Itálie) |
| Trimboli 88'   |       | Ohana 40' | Sydney Football Stadium, Sydney diváci: 40 320 rozhodčí: Carlo Longhi (Itálie) |